# قرة وينغر
قرة وينغر (بالإنجليزية: Kara Winger)‏ هي رامية الرمح ‏ أمريكية، ولدت في 10 أبريل 1986 في سياتل في الولايات المتحدة.

## وصلات خارجية
- قرة وينغر على موقع الاتحاد الدولي لألعاب القوى (الإنجليزية)
- قرة وينغر على موقع الاتحاد الأمريكي لسباقات المضمار والميدان (الإنجليزية)
- قرة وينغر على موقع الاتحاد الأمريكي لسباقات المضمار والميدان (الإنجليزية)
- قرة وينغر على موقع الدوري الماسي (الإنجليزية)
- قرة وينغر على موقع اللجنة الأولمبية الدولية (الإنجليزية)
- قرة وينغر على موقع أوليمبيديا (الإنجليزية)
- قرة وينغر على موقع اللجنة الأولمبية والبارالمبية الأمريكية (الإنجليزية)